# Beausejour
Beausejour – miasto na terenie Kanady w prowincji Manitoba, zlokalizowane ok. 45 km. na północny wschód od Winnipeg. Beausejour położone jest na tzw. geologicznej Tarczy Kanadyjskiej, w pobliżu Parku Whiteshell.
Beausejour jest ważnym ośrodkiem kulturalnym i sportowym. Co roku odbywają się tutaj dawa festiwale muzyczne: Prairie's Edge Music Festival w Czerwcu i Great Woods Music Festival w Sierpniu. W mieście działa również parafia Polskiego Narodowego Kościoła Katolickiego pw. św. Józefa, co wskazuje na liczną grupę Polaków zamieszkujących ten teren.